# Matriz Z
En química computacional, una matriz Z representa el conjunto de coordenadas internas que definen la posición de cada átomo dentro de una molécula. Se denominan coordenadas internas ya que la posición de cáda punto queda definida por su posición relativa respecto a un número mínimo de puntos restantes presentes en una molécula. Su nombre proviene del hecho de que automáticamente se asigna como el eje cartesiano Z al primer vector de distancia encontrado respecto del átomo central.
Esta representación consta de una lista de identificación para cada átomo, la distancia de este hacia otro ya definido con anterioridad, el ángulo que ambos forman respecto a un tercero y ángulos de torsión respecto de un cuarto átomo.
Los elementos empleados para la generación de una matriz Z pueden o no reflejar la conectividad de la molécula. 
La gran mayoría de las ocasiones el uso de una matriz Z permite realizar optimizaciones de geometría con mayor velocidad de cómputo respecto del uso de coordenadas cartesianas.

## Ejemplo
La molécula de metano puede ser descrita en coordenadas cartesianas de la siguiente manera  (Angstrom):
C 0.000000 0.000000 0.000000
H 0.000000 0.000000 1.089000
H     1.026719     0.000000    -0.363000
H    -0.513360    -0.889165    -0.363000
H    -0.513360     0.889165    -0.363000
Mientras que la Matriz Z para la misma molécula se observa como:
C
H   1 1.089000
H 1 1.089000 2 109.4710
H 1 1.089000 2 109.4710 3  120.0000
H 1 1.089000 2 109.4710 3  240.0000
La forma correcta de leer este formato consiste en tomar el primer átomo como origen de las coordenadas, en este caso el átomo de Carbono. La segunda línea muestra un átomo de Hidrógeno unido al átomo 1 (para este ejemplo C) por una distancia de 1.089 Å. La tercera línea muestra otro átomo de H unido a 1 por un vector de la misma magnitud que el anterior, y un ángulo entre ellos de 109.471°. La secuencia de los átomos define el vértice del ángulo (en este caso 3-1-2). A la cuarta línea se ha agregado un ángulo de torsión de 120.0° respecto al átomo 3, lo cual implica que el plano definido por 4-1-2  se encuentra a 120.0° respecto del plano definido por 2-1-3.
- Datos: Q6006332